# Entretenimiento educativo
Entretenimiento educativo o eduentretenimiento (edutainment en inglés, por la composición de las palabras education y entertainment) se refiere al contenido diseñado tanto con el objetivo de educar como de entretener. Incluye, por un lado, contenido que es principalmente educativo, pero que apela al entretenimiento de manera incidental. También incluye contenido que busca sobre todo entretener, pero que a la vez tiene valor educativo. Ha sido utilizado por diversos gobiernos alrededor del mundo para difundir información a través de la televisión, incluyendo el uso de telenovelas con el propósito de tener un impacto determinado en las opiniones y conductas de los televidentes.

## Raíces
Las formas modernas de edutainment incluyen producciones televisivas, películas, exposiciones en museos y software informático que utiliza el entretenimiento para mantener una audiencia, mientras se incorpora contenido deliberadamente educacional o menajes.
Desde los años 70, varios grupos en los Estados Unidos, en el Reino Unido y en América Latina, han usado el edutainment para dirigir contenidos sociales o de salud como el abuso de sustancias, el embarazo adolescente, el sida o el cáncer. Universidades como la Johns Hopkins Universty o la Universidad de Wisconsin-Madison, ONGs como PCI-Media Impact y agencias gubernamentales como el U.S. Centers for Disease Control (CDC) han producido contenido de edutainment.

## Terminología
El término “edutainment” fue utilizado ya en 1948 por The Walt Disney Company para describir las series de las True Life Adventures. El nombre “edutainment” es una composición neologística usado por Robert Heuman en 1973, mientras producía documentales para la National Geographic Society. También fue usado por Chris Daniels en 1975 para definir el tema de su Millenium Project. Este proyecto fue finalmente conocido como Elysian World Project. La palabra derivada “Edutainer” ha sido utilitzada por Craig Sim Webb desde antes del año 2000 para describir a un individuo que ofrece presentacions y espectáculos de edutainment.

## Aplicaciones

### Audio y vídeo
Schoolhouse Rock, Wishbone, Barrio Sésamo y Bill Nye the Science Guy son ejemplos de espectáculos que utilizan la música y los vídeos para enseñar temas como matemáticas, ciencias e historia. Utilizar música para ayudar a la memoria, desde la transmisión de tradiciones orales antiguas, incluyendo la Iliada y la Odisea. La mayor parte de lo que edutainment puede ofrecer a través de audio y vídeo, especialmente, es accesible a través de internet en plataformas como YouTube.

### Cine y televisión
Las películas con contenido educativo aparecieron ya en 1943, por ejemplo Private Snafu, y aún ahora se pueden ver en filmes como Una verdad incómoda. Después de la Segunda Guerra Mundial, el entretenimiento educativo se orientó a la televisión. Los programas de televisión se pueden dividir en tres categorías principales: aquellos que tienen primariamente una intención educativa, aquellos con un alto grado tanto de educación como de entretenimiento y espectáculos de entretenimiento con un valor educacional incidental u ocasional.
El productor de televisión mexicano Miguel Sabido, lideró en los años 70 una forma de edutainment vía telenovelas “soap operas para los cambios sociales”. El “Método Sabido” ha sido adoptado en muchos otros países, incluyendo India, Perú, Kenia y China. En México, en los años 70, el gobierno usó la telenovela con éxito para promover la planificación familiar y frenar el alto índice de natalidad del país.

### Juegos
Los juegos cumplen diversos propósitos educativos. Algunos juegos pueden ser explícitamente diseñados para la educación, mientras otros pueden tener valor educativo incidental o secundario. Todo tipo de juegos, incluyendo los de mesa, las cartas y los videojuegos, pueden ser utilizados en un entorno educativo. Los juegos educativos son diseñados para enseñar a la gente diferentes temas, explicar conceptos, reforzar el desarrollo, entender algún acontecimiento histórico o cultural o para ayudar a adquirir cierta habilidad mientras se juega.
Según Paraskeva, como mínimo en el 68% de los hogares americanos se juega a videojuegos. Muchos artículos de investigación recientes postulan que la educación y los videojuegos pueden conjugarse y producir beneficios académicos.
Según Van Eck (2006), hay tres razones por las que los juegos se pueden considerar herramientas: 1. La investigación actual y de los últimos 20 años, ha probado que los juegos digitales pueden ser educativos: 2. Las nuevas generaciones quieren múltiples canales de información, que incluyan una interacción frecuente y que permita el razonamiento inductivo; y 3. La mera popularidad de los juegos ha creado una industria billonaria. La idea de jugar un juego implica que la persona está implicada en la actividad por elección propia. La actividad debería tener algún valor de diversión. Esto no significa que la persona esté implicada solo por motivos lúdicos; puede incluir el deseo de adquirir una habilidad o conectarse con otros jugadores. La actividad necesita, en cualquier caso, permanecer como elección propia del jugador.
Kim (2008) defiende el uso de juegos comerciales con estrategias metacognitivas para aumentar la capacidad cognitiva de los estudiantes.

### Videojuegos
Los juegos al igual que los videojuegos son herramientas que ayudan y potencian el aprendizaje de los estudiantes, pues es nuestra primera y más primitiva forma de aprender procesos, ideas e incluso interacciones con el entorno. En la actualidad al tener generaciones que tienen la tecnología como una extensión propia e indispensable los videojuegos pueden tornarse en una herramienta potente de aprendizaje ya sea con juegos especialmente diseñados para fines educativos o emplear juegos populares para presentar conceptos o crear herramientas didácticas para impartir conocimiento. 
Los videojuegos pueden ser empleados para propósitos educativos en el área de la programación al ser objetos de estudio usando la teoría constructivista de la enseñanza. Las generaciones actuales de niños y adolescentes están en contacto directo con la tecnología y los videojuegos desde temprana edad siendo su principal pasatiempo, aprovechando esta preferencia por los videojuegos se pueden planificar formas de enseñanza empleando videojuegos conocidos y de su preferencia para enseñar conceptos de programación básica así también para las demás arreas de las ingenierías de informática o sistemas. Cada vez son más las plataformas que permiten aprender a los niños jugando véase el ejemplo de minecraft para educación, roblox, codewars entre otros. Por qué no llevar esa metodología de enseñanza a ambientes de mayor madurez como ser la educación media o superior, bajo esta premisa la ludificación, aprendizaje basado en juegos o la gamificación son herramientas poderosas para cambiar la rigidez de la enseñanza de las ingenierías dando mayor participación a los estudiantes y haciendo que algo que les entretiene (videojuegos) sea una herramienta de enseñanza - aprendizaje.

### Radio
La radio puede servir como un medio efectivo para el entretenimiento educativo. La telenovela de la radio británica The Archers ha estado educando sistemáticamente durante décadas a su audiencia sobre temas relacionados con la agricultura. Del mismo modo, la telenovela de la radio de Tanzania Twende na Wakati (Vamos con los tiempos) fue escrita inicialmente para promover la planificación familiar.
Otros programas de radio exitosos que han fusionado entretenimiento y educación son:
- DJ Nihal's BBC Radio 1: un programa de radio que se centra en el edutainment. El locutor menciona el término en cada programa.
- The Lawsons/Blue Hills: un programa de radio diseñado para ayudar a los granjeros australianos a adaptarse a los nuevos métodos.
- Tinka Tinka Sukh: un programa en leungua Hindi que promueve la mejora de la salud y medioambiental en India.
- Soul City: un exitoso drama radiofónico sudafricano que divulga mensajes de prevención del sida.
- The Donut Shop: un exitoso programa de radio de internet en el que se habla de juegos que pueden ser usados en las escuelas.
- Radio Ado and its radiodrama "Pildoritas de la Vida Real": una telenovela mexicana que enseña educación sexual a los adolescentes.

### Juguetes
Los juguetes son quizás los primeros objetos de edutainment que se encuentra una persona, ya que muchos juguetes, además del atractivo estético, tienen también valor educativo. Pueden enseñar a los niños habilidades numéricas, conceptuales o motoras. Muchos juguetes, por ejemplo un piano en miniatura, son simplemente versiones reducidas y coloridas de objetos más complejos. Depende de los adultos educar a los niños en un uso adecuado de los juguetes para que les puedan sacar el mayor beneficio.
Los juguetes se han utilizado a menudo en un contexto de imitación o de roleplay para experimentar personalidades o situaciones que, de otra manera, no serían posibles; de un modo similar a la simulación de los videojuegos. Se pueden usar como significados primitivos para promover un instinto o un rasgo de carácter en los niños. A menudo, los juguetes funcionan justo a revés, dando a los niños significados para expresar eso: una muñeca puede ser usada por una niña para imitar a su madre o para expresar maternidad, más que para explorarla.
Incluso para juguetes que no poseen una valor educativo, un padre o madre o profesor atento puede transformar una estatuilla en un objeto de interés, señalando sus rasgos, costumbres o refiriéndose a su historia. Por ejemplo, una figura de un nativo americano puede ser el punto de partida para explorar la historia americana; un Santa Claus puede ser usado para explorar las raíces de la Navidad. La figurilla de una astronauta para explorar ciencia… Lo cual puede ser complementado con un objeto de edutainment más explícitamente educativo, como un libro de ilustraciones. La mayoría de los niños son mayoritariamente inquisitivos (posiblemente por esto a veces rompen sus juguetes) y sus cuidadores no deben malgastar esta oportunidad.
Incluso los adultos pueden aprender sobre los niños a través de los juguetes; si son más introvertidos o extrovertidos, incluso si prefieren actividades sociales o deportes; y por ende, capitalizar las habilidades de los niños y corregir aquello que falta o no es erróneo.
Algunos juguetes son atractivos y beneficiosos tanto para niños como para adultos, como por ejemplo el Lego el Cubo Rubik, en tanto que su diseño abarca desde lo simple hasta lo sofisticado.

### Series Animadas
La animación, como medio, se ha consolidado como un vehículo particularmente efectivo para el eduentretenimiento, al combinar narrativas atractivas con la capacidad de visualizar conceptos complejos de forma estimulante. A diferencia de las series puramente didácticas, las producciones modernas de eduentretenimiento suelen integrar el aprendizaje de forma orgánica en la trama, el humor y el desarrollo de los personajes, creando una experiencia que es a la vez entretenida y educativa.
Ejemplos notables de esta tendencia incluyen series aclamadas por la crítica como Avatar: la leyenda de Aang, que ha sido objeto de análisis por su tratamiento de temas complejos como el totalitarismo, el genocidio y la propaganda de guerra, presentados a través de una narrativa de aventuras épicas. De manera similar, Steven Universe ha sido ampliamente elogiada por su exploración de dinámicas sobre la identidad, el consentimiento, el trauma y las estructuras familiares no tradicionales, utilizando el marco de la ciencia ficción para abordar complejas cuestiones emocionales y sociales.
Un ejemplo contemporáneo de esta tendencia es la serie chilena-mexicana Cuestión deMente (2025). Creada por el filósofo y director Juan Camarena, la serie utiliza la comedia absurda para introducir a su público infantil en los fundamentos del pensamiento crítico y la neurociencia. Ambientada en una ciudad con forma de cerebro, la trama sigue a un grupo de niños que deben resolver problemas utilizando la lógica y la curiosidad, desafiando a un antagonista que representa el pensamiento dogmático. La serie colabora directamente con neurocientíficos para asegurar la precisión de sus conceptos, demostrando cómo el entretenimiento puede servir como un "caballo de Troya" para transmitir ideas complejas sin sacrificar la diversión.

### Empresas
El concepto de entretenimiento educacional está siendo usado para elaborar programas de aprendizaje para organizaciones. La alta tecnología se utiliza para crear programas de entretenimiento y educativos. Por ejemplo, las presentaciones en Power Point pueden ser más entretenidas con animaciones o gráficos.

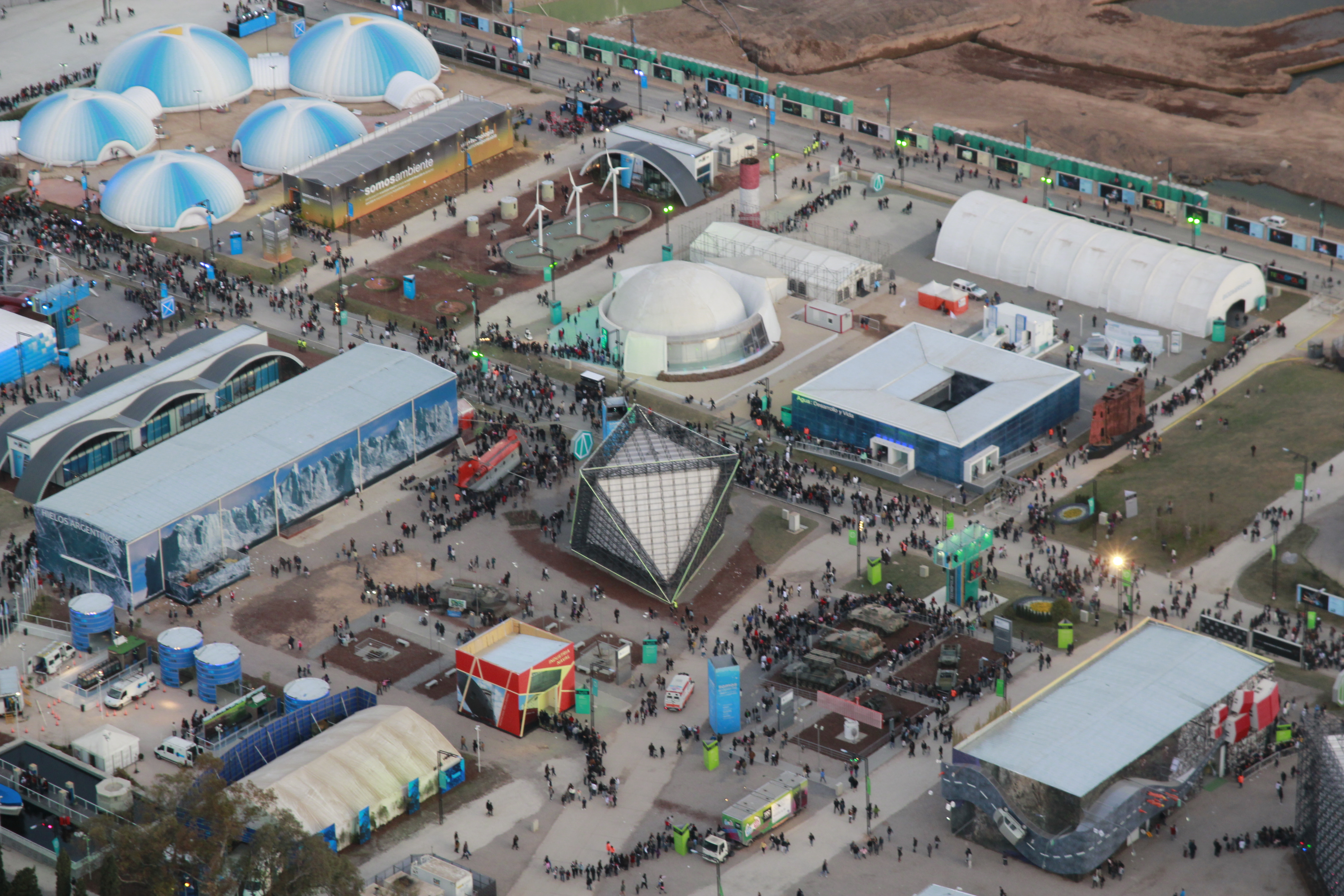
Parque educativo Tecnópolis, Argentina.

### Museos y espacios públicos
El edutainment es también un paradigma en crecimiento dentro de la comunidad de centros científicos y museos infantiles en Estados Unidos y en muchos otros lugares como los zoos o los jardines botánicos. Este acercamiento enfatiza la diversión y el disfrute, a veces, a expensas del contenido educacional: además puede aportar una idea más clara de lo que se está aprendiendo.
Este tipo de instituciones educativas están constantemente buscando nuevas y innovadoras manera de llegar al público e interesarlo en áreas como les bellas artes, la ciencia, la literatura, la historia etc. Una excursión a alguno de estos centros, provee estímulos interactivos para los que están implicados en el aprendizaje de lo que muestra. Aun así, la gente prefiere los llamativos y refinados lugares de entretenimiento como los cines, los parques de atracciones y esperan de los centros o museos, las mismas experiencias. Por consiguiente, lo museos o zoos pueden ser vistos como otro negocio compitiendo en la industria del entretenimiento, más que como instituciones al servicio público a través de la educación o la conservación histórica.

### Cultura hip hop
El término "edutainment" se hizo popular por primera vez entre la comunidad de hip hop por KRS-One (también conocido como The Teacha) gracias a su álbum Boogie Down Productions del mismo nombre. Desde entonces, el término ha sido prestado para describir la estética pedagógica innata de la cultura hip hop. Esto incluye cómo el género combina de manera única tanto el pensamiento como la acción (ver el uso de la praxis de Paulo Freire en Pedagogía del oprimido) y valora la cultura africana en las formas cinéticas, afectivas y emocionales del conocimiento. Otro ejemplo es la transmisión de conocimiento técnico e histórico, la forma en que los practicantes de Hip Hop aprenden e intercambian compartiendo momentos de actuación juntos a través de sesiones de construcción.